# 赤胸锯齿啄花鸟
赤胸锯齿啄花鸟（学名：Prionochilus thoracicus），是啄花鸟科锯齿啄花鸟属的一种，分布于文莱、泰国、印度尼西亚和马来西亚。该物种的保护状况被评为近危。
赤胸锯齿啄花鸟的平均体重约为8.9克。栖息地包括亚热带或热带的沼泽林、亚热带或热带的湿润低地林和乡村花园。